# Outlook.com
Outlook.com（アウトルック ドットコム）とはマイクロソフトが2012年7月にプレビュー版を立ちあげ、2013年2月に正式に開始したWebメールサービスで、Hotmailの後継サービスである。自社のMetro design languageを採用しており、Outlook desktop softwareのインターフェイスを限りなく模倣している。プレビュー版の間は@outlook.comが付くメールアドレスが全ユーザーで利用可能だった上、既存のHotmailユーザーもOutlook.comのインタフェースにオプトすることも可能だった。2013年2月18日、マイクロソフトはOutlook.comを正式版に移行することや約6ヶ月で6000万人のユーザー登録があったこと、そして同年夏に既存のHotmailユーザーがOutlook.comにアップグレード出来るようになることを発表した。

## 機能
他のメジャーなWebメールサービスと同様、Outlook.comもAjaxのプログラミング手法を用いており、Internet Explorer、Google Chrome、Firefox、Safariの後期バージョンに対応している。機能の一部としてマウスを使わずにキーボードでページ内移動の操作ができる機能、"from:ebay"のような構造化されたクエリ構文を含むメール本文の検索、メールフィルタリング、メールのフォルダ管理、メール作成時に連絡先メールアドレスのオートコンプリート、連絡先のグループ管理、CSVのインポートとエクスポート、リッチテキストフォーマットへの対応、リッチテキスト署名、スパムフィルタリング、ウイルススキャン、複数アドレスの対応があり、多言語に対応している。
他のWebメールサービスに無いOutlook.com独自の機能として以下の様なのがある:

### Active view（アクティブビュー）
Outlook.comのActive viewとはメール内のコンテンツと機能を直接操作できる機能である。例として、Active viewを使うことで付属する写真を直接プレビューできる。加えて、YouTube、Flickr、LinkedIn、United States Postal Serviceといった複数のサイトやサービスからのコンテンツと機能をメールから直接見るためのパートナープラットフォームも提供している。実例として、Outlook.comでYouTubeビデオがリンクされたメールを受け取った場合にそのビデオを直接閲覧できるようになっている。他の機能としてUnited States Postal Serviceのリアルタイムな配送状況を追跡したり、メール内でLinkedInのソーシャル・ネットワーキングアクションを実行することもできる。

### Office Onlineとの統合
Office Onlineと統合することでメールに添付されたMicrosoft Word、Excel、PowerPointのドキュメントを高い忠実度で閲覧と編集が行える。添付されたドキュメントはウェブブラウザで直接開くことや自身のOneDriveに保存することができる。また、受け取ったOfficeドキュメントを編集し送信者に編集したバージョンのドキュメントを返信することもできる。加えて、OneDriveにアップロードすることでOutlook.comを使って25GBまでのOfficeドキュメント（各ファイル50MBまで）を送信することや他のユーザーと閲覧や協働作業するためにドキュメントを共有することもできる。

### Conversation threading（会話スレッド）
自動的なグループ送信や同じ会話スレッドにある同じ書き込みを書いたメールを受信することで同じ会話スレッドにある全てのメールを素早くブラウズできる。この機能は任意でオンオフが可能。

### sweep（掃除）
「virtual broom（→仮想ほうき）」を使って大量のメールを削除したり、送信者情報に基いた特定のフォルダに移動させることができる。掃除を一度行うと、掃除の設定を記憶し将来送信されるメールに対し記憶に基づいた同じ移動や削除を繰り返すための設定を行うことができる。また、送信者や受信者の情報、メールの題名、添付ファイルに基づいたカスタムメールルールを設定することもできる。さらに、設定した期間より古いメールや送信者からの最新のメールのみの保全といった削除・移動設定もある。

### Quick views（クイックビュー）とOne-click filters（ワンクリックフィルター）
クイックビューでは添付ドキュメント、写真、フラグメッセージ、郵送情報の更新で全メール（全てのフォルダに有る）をフィルタ処理することができる。ワンクリックフィルターではメールが未読かどうかや、Peopleサービスのリスト、グループメールリスト、Windows Live Groups、ソーシャル・ネットワーキングサイトに基づきインボックス（もしくは特定のフォルダ）をフィルタ処理する。アクセスが容易になるようにクイックビューの下にカテゴリが表示される。

### Aliases（エイリアス）
自身のMicrosoft アカウントでメールエイリアスを作成することができる。エイリアスを設定すると、特定のフォルダかインボックスで管理するアドレスを選択することができ、エイリアスを通常のメールアドレスのように送信することもできる。エイリアスは年に10個まで、総計10個まで作成可能である。エイリアスはオリジナルのアドレスと完全に異なっており、常に削除や作成が行える。

### Categories（カテゴリ）
カテゴリはメールや送信者を特定のグループにラベル付けしたり、そのカテゴリをサイドバーの「クイックビュー」に表示させることができる。いくつかのカテゴリはデフォルトで作成され、メールもデフォルトのカテゴリ（写真、officeドキュメント、ニュースレター）に入れられる。またメール1通ごとに複数のカテゴリを選択でき、自動的に適用させたり、新たに作成できる。

### Instant actions（インスタントアクション）
インスタントアクションとはメールにマウスを動かした時に現れるボタンである。インスタントアクションには削除、移動、掃除、フラッグなどがあり、カスタム設定が可能。

### Single-use code（シングルユーズコード）
シングルユーズコードとはMicrosoftアカウントでユーザーパスワードの代わりにサインインするためのコードである。各コードは一回のみ使用出来るが、必要な時にリクエストできる。もしユーザーが図書館や教育機関といった一般向けに共用されているコンピュータでサインインする場合、アカウント情報を安全に守るためにコードを使用することになる。シングルユーズコードはユーザーがログイン時に要請した場合送信される。

### セキュリティ
DMARCという仕様を採用することでメール送信やExtended Validation 証明書のセキュリティを強化しユーザーによるOutlook.comへの接続を保護している。
しかし、エドワード・スノーデンによると、NSAに協力するため、密かにNSAが暗号を回避して盗聴できるようにしていたという。

### Skypeとの統合
Skypeデスクトップクライアントを使わずにSkypeを使用したビデオ通話が使用可能になる準備が進められている。

## 歴史
ベータ版として最初に一般公開されたのは2012年7月31日のことである。既存のHotmailユーザーは無料でOutlookのプレビュー版にアップグレードもダウングレードもできた。
2013年2月13日にプレビュー段階を終え正式版になった。マイクロソフトによれば既存のHotmailユーザーは同年夏にOutlook.comに移行することになるが、@hotmail.comなどのHotmailで利用可能だったアドレス、パスワード、メール、フォルダ、連絡先、ルール、不在応答などは保持され、さらに任意で@outlook.comのアドレスを持つことも可能にするとしている。

## 批判
当初IMAPに対応していないことで批判されていたが、マイクロソフトはApple Macへの対応自体充分でないものの将来改善することを約束し、2013年9月12日にIMAPをサポートした。